# Род-Айлендский университет
Род-Айлендский университет (англ. University of Rhode Island) — университет штата Род-Айленд, США. Главный кампус расположен в Кингстоне, также имеет филиалы в Провиденсе, Наррагансетт-Бэй и Уэст-Гринвиче. 
В рейтинге национальных учебных заведений от издания U.S. News & World Report университет занимает 160-е место.

## История

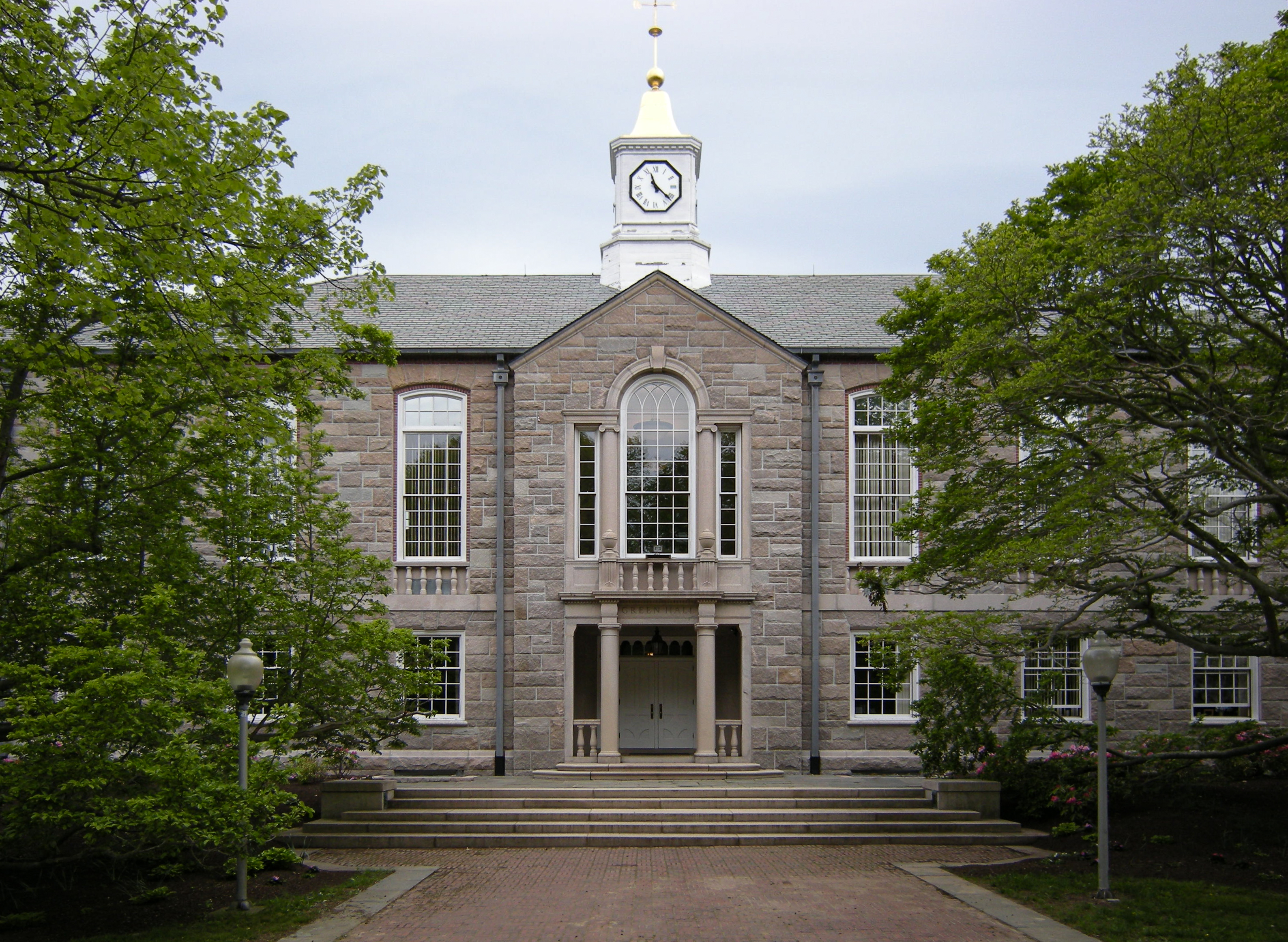
Здание администрации университета и библиотека — Грин-Холл. Построен в 1937 году и назван в честь губернатора, а позже сенатора США Теодора Грина

История Род-Айлендского университета началась с создания в 1888 году сельскохозяйственной школы с экспериментальной станцией. Площадкой для неё стала ферма Оливера Ватсона. Открытие состоялось в сентябре 1889 года. 19 мая 1892 года название сельскохозяйственной школы штата было изменено на «Род-Айлендский сельскохозяйственный и механический колледж». Спустя два года колледж выпустил своих первых выпускников, один из которых позднее стал деканом.
1895 год должен был стать годом интенсивного роста учебного заведения, однако 27 января, пока студенты и преподаватели были в церкви, загорелся Колледж-Холл. Сильный ветер не давал потушить пламя, в итоге здание выгорело дотла. Это катастрофически сказалось на колледже, и лишь общими усилиями удалось его восстановить. Из отчёта президента университета:
В течение недели после пожара мы завершили столярные работы, в течение двух недель мы построили казарму, а также здания для лаборатории и аудиторных занятий по ботанике… все постройки временные.
В следующем году появилась первая морская лаборатория, после чего рост колледжа на некоторое время приостановился.
В начале XX века президент Эдвардс пересмотрел учебные программы и предложил ввести домоводство как курс женских исследований, открыв тем самым путь женщинам к образованию в колледже. Следующий президент поспособствовал строительству первого за 10 лет здания. Ему удалось добиться выделения 80 тыс. долларов на новое мужское общежитие, а старое было отреставрировано и использовалось как женское. В 1907 году колледж присвоил первую степень магистра. В 1908 году появилось первое студенческое братство Ро Йота Каппа. В 1909 году название учебного заведения изменилось на Род-Айлендский колледж.
Во время Первой мировой войны 301 студент колледжа проходил военную службу. С 28 апреля 1918 года по 2 января 1919 года даже приостанавливалось обучение, ввиду малого числа студентов.
В 1932 году сформированы три школы, вошедшие в состав колледжа: Высшая школа, Школа науки и бизнеса, Школа сельского хозяйства и домоводства, а также появились образовательные программы в области авиационной техники, благодаря русскому эмигранту, профессору Сикорскому Игорю Ивановичу. Исследования в колледже привели к созданию нескольких прототипов самолётов и вертолётов. В 1948 году подготовка инженеров в области авиационной техники прекратилась.
В 1951 году актом Генеральной ассамблеи Род-Айленда название колледжа изменилось на Род-Айлендский университет (англ. University of Rhode Island), что стало возможным благодаря основанию Колледжа искусств и наук, вошедшего в состав университета и введению программ подготовки студентов на соискание докторской степени.

## Структура университета

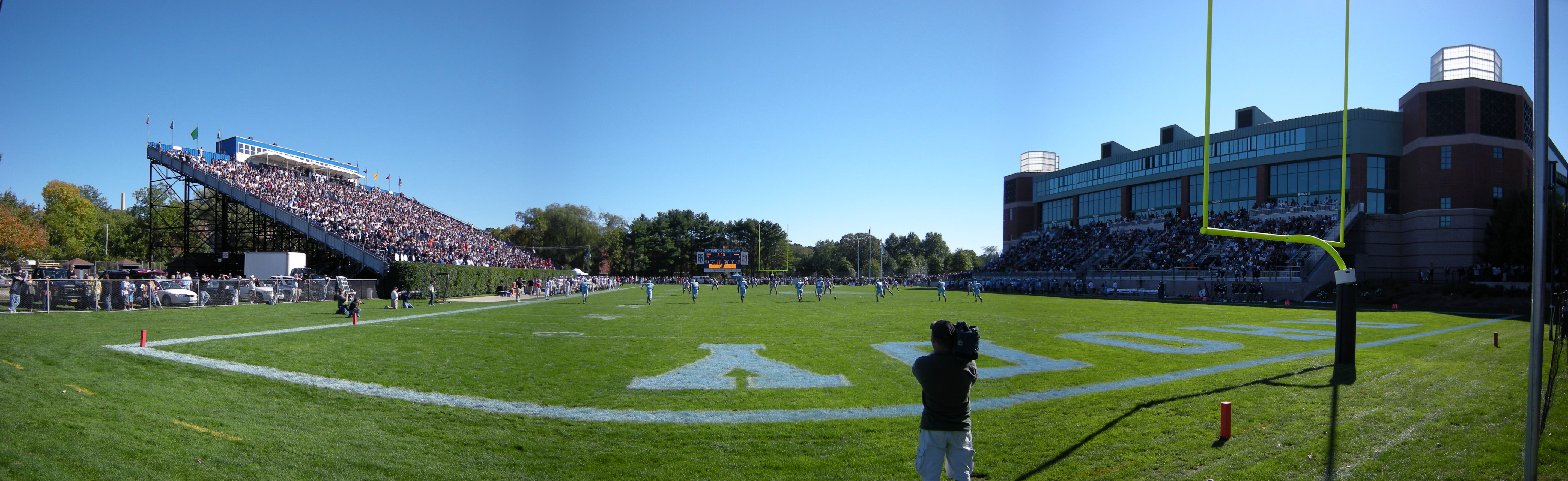
Спортивное поле Род-Алендского университета для игры в американский футбол

В состав Род-Айлендского университета входят 10 колледжей и школ, предлагающие более 80 основных специальностей (major):
- Колледж искусств и наук
- Колледж делового администрирования
- Колледж повышения квалификации
- Инженерный колледж
- Колледж окружающей среды и естественных наук
- Колледж наук о человеке
- Колледж сестринского дела
- Фармацевтический колледж
- Университетский колледж
- Высшая школа океанографии

Университет располагает четырьмя кампусами. Основной находится в Кингстоне, примерно в 50 км от Провиденса, 120 км на юго-запад от Бостона, штат Массачусетс и в 250 км от Нью-Йорка. Для потенциальных студентов и их родителей на кампусе открыт визит-центр. В бухте Наррагансетт-Бэй расположена Высшая школа океанографии университета. В Уэст-Гринвиче находится летний лагерь и Экологический образовательный центр. Также располагает городским кампусом в Провиденсе.